# Občina Dolenjske Toplice
Občina Dolenjske Toplice je ena od občin v Republiki Sloveniji z nekaj nad 3.500 prebivalci (2020) s središčem v Dolenjskih toplicah. Leži v plitvi dolini Sušice med gozdnatim gričevjem na nadmorski višini 179 metrov. Nad Dolenjskimi Toplicami se dviguje 268 m visok Cvinger. Ime je nemškega izvora - Zwinger, kar pomeni ograda. Hrib je izrazito kraške narave in je poln vrtač.  
Dolenjske Toplice štejejo za zdravilišče od leta 1768, ko je bila zgrajena prva zdraviliška zgradba. 
Meji na naslednje občine:
Kočevje, Novo mesto, Semič, Straža, Žužemberk.  

## Naselja v občini
Bušinec, Cerovec, Dobindol, Dolenje Gradišče, Dolenje Polje, Dolenje Sušice, Dolenjske Toplice, Drenje, Gabrje pri Soteski, Gorenje Gradišče, Gorenje Polje, Gorenje Sušice, Kočevske Poljane, Loška vas, Mali Rigelj, Meniška vas, Nova Gora, Občice, Obrh, Podhosta, Podstenice, Podturn pri Dolenjskih Toplicah, Sela pri Dolenjskih Toplicah, Selišče, Soteska, Stare Žage, Suhor pri Dolenjskih Toplicah, Veliki Rigelj, Verdun pri Uršnih selih